# Pentaschistis alticola
Pentaschistis alticola är en gräsart som beskrevs av Hans Peter Linder. Pentaschistis alticola ingår i släktet Pentaschistis och familjen gräs. Inga underarter finns listade i Catalogue of Life.